# Kiểu trả về
Trong lập trình máy tính, kiểu trả về (return type hay result type) xác định và ràng buộc kiểu dữ liệu của giá trị trả về từ một chương trình con hay phương thức (method). Trong nhiều ngôn ngữ lập trình (đặc biệt là ngôn ngữ lập trình ép kiểu tĩnh như C, C++, Java), giá trị trả về phải được đặc tả tường minh khi định nghĩa hàm.
Ví dụ như trong Java:
```
public
 
int
 
someMethod
()

```

Kiểu trả về trong trường hợp này là int (số nguyên). Do đó, chương trình có thể dựa vào phương thức trả về giá trị kiểu int.
Các cơ chế khác nhau được sử dụng trong trường hợp chương trình con không trả về bất kỳ giá trị nào, ví dụ: kiểu trả về void được sử dụng trong một số ngôn ngữ lập trình:
```
public
 
void
 
returnNothing
()

```

## Trả về một giá trị từ một phương thức
Một phương thức trả về mã đã gọi nó khi nó hoàn thành tất cả các câu lệnh trong phương thức, đạt đến câu lệnh return hoặc xảy ra một ngoại lệ, tùy điều kiện. Trong phần thân của phương thức, câu lệnh return dùng để trả về giá trị. Bất kỳ phương thức nào được khai báo kiểu void đều không trả về giá trị, không cần phải chứa câu lệnh return, hoặc có thể được sử dụng để phân nhánh ra khỏi khối luồng điều khiển và thoát khỏi phương thức và được sử dụng đơn giản như sau:
```
return
;

```

Nếu trả về một giá trị từ một phương thức được khai báo là void, chuơng trình sẽ gặp lỗi. Bất kỳ phương thức nào không được khai báo void đều phải chứa câu lệnh return có giá trị trả về tương ứng, như sau:
```
return
 
returnValue
;

```